# Liste der Bodendenkmäler in Eichstätt
Auf dieser Seite sind die Bodendenkmäler in der oberbayerischen Großen Kreisstadt Eichstätt zusammengestellt. Diese Tabelle ist eine Teilliste der Liste der Bodendenkmäler in Bayern. Grundlage ist die Bayerische Denkmalliste, die auf Basis des Bayerischen Denkmalschutzgesetzes vom 1. Oktober 1973 erstmals erstellt wurde und seither durch das Bayerische Landesamt für Denkmalpflege geführt wird. Die folgenden Angaben ersetzen nicht die rechtsverbindliche Auskunft der Denkmalschutzbehörde.

## Bodendenkmäler in Eichstätt
| Lage                                                  | Objekt | Akten-Nr.     | Bild           |
| ----------------------------------------------------- | --- | ------------- | -------------- |
| Buchenhüll Buchenhüll 6 (Standort)                    | Wallfahrtskirche Mariä Himmelfahrt Mittelalterliche und frühneuzeitliche Befunde im Bereich der Katholischen Filial- und Wallfahrtskirche Mariä Himmelfahrt. | D-1-7033-0070 |                |
| Buchenhüll Mammuthöhle (Standort)                     | Mammuthöhle Höhlenstation des Paläolithikums. | D-1-7033-0071 | weitere Bilder |
| Wimpasing Eimoldsholz (Standort)                      | Straße der römischen Kaiserzeit. | D-1-7033-0076 |                |
| Rebdorfer Straße; Westenstraße (Standort)             | Mittelalterliche und frühneuzeitliche Befunde im Bereich der äußeren Westenvorstadt von Eichstätt.                                                           | D-1-7033-0082 |                |
| Buchenhüll Römerstraße; Kreuzweg (Standort)           | Mittelalterliche Wüstung. | D-1-7033-0105 |                |
| Wimpasing Kreisstraße EI 21; Römerstraße (Standort)   | Straßenwachtturm der römischen Kaiserzeit. | D-1-7033-0144 |                |
| Wasserzell Schneckenberg (Standort)                   | Abschnittsbefestigung vor- und frühgeschichtlicher Zeitstellung.                                                                                             | D-1-7132-0012 |                |
| Wasserzell Hauptstraße 1 (Standort)                   | Vierzehn-Nothelfer-Kirche Mittelalterliche und frühneuzeitliche Befunde im Bereich der Katholischen Filialkirche Hl. Vierzehn Nothelfer von Wasserzell.      | D-1-7132-0014 | weitere Bilder |
| Wasserzell (Standort)                                 | Viereckiges Grabenwerk vor- und frühgeschichtlicher Zeitstellung.                                                                                            | D-1-7132-0015 |                |
| Wasserzell (Standort)                                 | Viereckige Grabenwerke vor- und frühgeschichtlicher Zeitstellung.                                                                                            | D-1-7132-0016 |                |
| Marienstein Klostergarten (Standort)                  | Kloster Marienstein Mittelalterliche und frühneuzeitliche Befunde im Bereich des ehemaligen Benediktinerinnenklosters Marienstein.                           | D-1-7132-0019 | weitere Bilder |
| Rebdorf Kinderdorfstraße; Kirchenweg (Standort)       | Siedlung frühgeschichtlicher oder mittelalterlicher Zeitstellung.                                                                                            | D-1-7132-0023 |                |
| Marienstein Rebdorfer Straße (Standort)               | Siedlung des frühen Mittelalters, des späten Mittelalters und der frühen Neuzeit.                                                                            | D-1-7132-0177 |                |
| Rebdorf Pater-Hanne-Straße (Standort)                 | Siedlung des späten Mittelalters und der frühen Neuzeit. | D-1-7132-0180 |                |
| Rebdorf Konrad-Regler-Straße (Standort)               | Gräber der Urnenfelderzeit. | D-1-7132-0181 |                |
| Wasserzell Sulzbuck (Standort)                        | Grabhügel der Hallstattzeit. (→ Liste der Bodendenkmäler in Adelschlag)                                                                                      | D-1-7133-0026 |                |
| Herrenholz (Standort)                                 | Grabhügel vorgeschichtlicher Zeitstellung. | D-1-7133-0029 |                |
| Zentralkläranlage (Standort)                          | Germanische Siedlung der römischen Kaiserzeit und der Völkerwanderungszeit.                                                                                  | D-1-7133-0043 |                |
| Landershofen (Standort)                               | Gräber der späten Hallstatt- und frühen Latènezeit. | D-1-7133-0050 |                |
| Landershofen Lindenstraße 17 (Standort)               | St. Benedikt Mittelalterliche und frühneuzeitliche Befunde im Bereich der Katholischen Filialkirche St. Benedikt von Landershofen.                           | D-1-7133-0174 | weitere Bilder |
| Landershofen Eimoldsholz (Standort)                   | Siedlung der römischen Kaiserzeit. | D-1-7133-0175 |                |
| Landershofen Eimoldsholz (Standort)                   | Grabhügel der Bronzezeit. | D-1-7133-0177 |                |
| Landershofen (Standort)                               | Villa rustica der Römischen Kaiserzeit. | D-1-7133-0178 |                |
| Landershofen (Standort)                               | Siedlung vor- und frühgeschichtlicher Zeitstellung. | D-1-7133-0179 |                |
| Landershofen Stadtfeld (Standort)                     | Siedlung vor- und frühgeschichtlicher Zeitstellung. | D-1-7133-0180 |                |
| Wimpasing Zwischen Häringhof und Ziegelhof (Standort) | Siedlung vor- und frühgeschichtlicher Zeitstellung. | D-1-7133-0182 |                |
| Wasserzell Sulzbuck (Standort)                        | Grabhügel vorgeschichtlicher Zeitstellung. | D-1-7133-0183 |                |
| Rebdorf Pater-Moser-Straße (Standort)                 | Kloster Rebdorf Mittelalterliche und frühneuzeitliche Befunde im Bereich des ehemaligen Augustiner-Chorherrenstifts Rebdorf.                                 | D-1-7133-0185 | weitere Bilder |
| Am Zwinger; Buchtal (Standort)                        | Mittelalterliche und frühneuzeitliche Befunde im Bereich der nördlichen Buchtaler Vorstadt von Eichstätt.                                                    | D-1-7133-0186 |                |
| Am Graben; Ostenstraße (Standort)                     | Mittelalterliche und frühneuzeitliche Befunde im Bereich der Ostenvorstadt und der östlichen Buchtalvorstadt von Eichstätt.                                  | D-1-7133-0188 |                |
| Hofgarten (Standort)                                  | Sommerresidenz mit Hofgarten Frühneuzeitliche Befunde im Bereich der ehemaligen Fürstbischöflichen Residenz mit Hofgarten.                                   | D-1-7133-0189 | weitere Bilder |
| Am Graben; Kardinal-Preysing-Platz (Standort)         | Kloster Herz Jesu Kloster der frühen Neuzeit. | D-1-7133-0190 | weitere Bilder |
| Kapuzinergasse 2 (Standort)                           | Schottenkloster Kloster des Mittelalters und der frühen Neuzeit.                                                                                             | D-1-7133-0192 | weitere Bilder |
| Burgberg; Spitalvorstadt (Standort)                   | Mittelalterliche und frühneuzeitliche Befunde im Bereich der erweiterten Spitalvorstadt von Eichstätt.                                                       | D-1-7133-0196 |                |
| Bahnhofplatz (Standort)                               | Heilig Geist-Spital Mittelalterliche und frühneuzeitliche Befunde im Bereich des Heilig-Geist-Spitals von Eichstätt.                                         | D-1-7133-0197 | weitere Bilder |
| Hofmühle (Standort)                                   | Spätmittelalterliche und frühneuzeitliche Befunde im Bereich der Hofmühle.                                                                                   | D-1-7133-0198 |                |
| Willibaldsburg (Standort)                             | Willibaldsburg Mittelalterliche und frühneuzeitliche Befunde im Bereich der Willibaldsburg.                                                                  | D-1-7133-0199 | weitere Bilder |
| Frauenbergkapelle (Standort)                          | Frauenbergkapelle Frühneuzeitliche Befunde im Bereich der Frauenbergkapelle.                                                                                 | D-1-7133-0200 | weitere Bilder |
| Westenstraße 88 (Standort)                            | Frühneuzeitliche Befunde im Bereich der Katholischen Kapelle St. Michael von Eichstätt.                                                                      | D-1-7133-0202 | weitere Bilder |
| Altstadt (Standort)                                   | Mittelalterliche und frühneuzeitliche Befunde im Bereich der Altstadt von Eichstätt.                                                                         | D-1-7133-0211 |                |
| Residenzplatz 1 (Standort)                            | Residenz Eichstätt Mittelalterliche und frühneuzeitliche Befunde im Bereich des ehemaligen Domklosters und der ehemaligen fürstbischöflichen Residenz.       | D-1-7133-0212 | weitere Bilder |
| Domplatz 10 (Standort)                                | Dom zu Eichstätt Mittelalterliche und frühneuzeitliche Befunde im Bereich des Doms St. Willibald, des Kreuzgangs und des Mortuariums.                        | D-1-7133-0213 | weitere Bilder |
| Leonrodplatz 1 (Standort)                             | Schutzengelkirche Mittelalterliche und frühneuzeitliche Befunde im Bereich der Schutzengelkirche.                                                            | D-1-7133-0215 | weitere Bilder |
| Domplatz 18 (Standort)                                | Ehemalige Taufkapelle St. Johannes Baptist Mittelalterliche und frühneuzeitliche Befunde im Bereich der ehemaligen Taufkapelle St. Johannes Baptist.         | D-1-7133-0216 | weitere Bilder |
| Marktplatz 7 (Standort)                               | Mittelalterliche und frühneuzeitliche Befunde im Bereich der ehemaligen Stadtpfarrkirche Collegiata.                                                         | D-1-7133-0217 | weitere Bilder |
| Luitpoldstraße 40 (Standort)                          | Dominikanerkloster Eichstätt Kloster des Mittelalters und der Neuzeit.                                                                                       | D-1-7133-0218 | weitere Bilder |
| Walburgiberg (Standort)                               | Kloster St. Walburg Kloster des Mittelalters und der Neuzeit.                                                                                                | D-1-7133-0219 | weitere Bilder |
| Westenstraße 68 (Standort)                            | Mariahilf-Kapelle Mittelalterliche und frühneuzeitliche Befunde im Bereich der Katholischen Kapelle Maria Hilf.                                              | D-1-7133-0220 | weitere Bilder |
| Domplatz (Standort)                                   | Siedlung der römischen Kaiserzeit. | D-1-7133-0221 |                |
| Pietenfeld an der Leithen Mühlleite (Standort)        | Siedlung der Frühlatènezeit. | D-1-7133-0307 |                |
| Landershofen Landershofen; Pfünz (Standort)           | Hallstattzeitlicher Herrenhof. (→ Liste der Bodendenkmäler in Walting)                                                                                       | D-1-7133-0370 |                |
| Landershofen Pietenfelder Straße (Standort)           | Grabenwerk vorgeschichtlicher Zeitstellung. | D-1-7133-0407 |                |
| Um die Altstadt (Standort)                            | Mittelalterliche Befunde im Bereich der hoch- und spätmittelalterlichen Stadtbefestigung von Eichstätt.                                                      | D-1-7133-0408 | weitere Bilder |
| Sollnau (Standort)                                    | Siedlung vorgeschichtlicher Zeitstellung. | D-1-7133-0409 |                |
| Ingolstädter Straße 36 (Standort)                     | Siechhof Mittelalterliche und frühneuzeitliche Befunde im Bereich des ehemaligen Siechhofs St. Lazarus mit Siechenkapelle St. Lazarus und St. Magdalena.     | D-1-7133-0411 | weitere Bilder |
| Nahe Zentralkläranlage (Standort)                     | Villa rustica der römischen Kaiserzeit und Gräber vor- und frühgeschichtlicher Zeitstellung.                                                                 | D-1-7133-0413 |                |
| Nahe Zentralkläranlage (Standort)                     | Grabhügel vor- und frühgeschichtlicher Zeitstellung. | D-1-7133-0414 |                |